# Hoạt hình Nga
Hoạt hình Nga (tiếng Nga: История русской анимации) có lịch sử trải dài qua nhiều giai đoạn, với thành tựu vô cùng phong phú và đồ sộ, có nhiều đóng góp lớn cho sự phát triển của ngành Hoạt hình thế giới. Tuy nhiên, giai đoạn phát triển rực rỡ và đỉnh cao nhất, cũng dài lâu nhất là thời kỳ Liên bang Soviet (1917 - 1991).

## Lịch sửn

### Thời kỳ Đế quốc Nga
Người Nga đầu tiên vẽ những bức tranh với mục đích biếm họa đơn thuần là Vladislav Starevich. Vốn dĩ là một nhà sinh vật học, ông quyết định tạo ra một bộ phim với nhân vật là những con côn trùng. Đây là bộ phim hoạt hình rối đầu tiên trên thế giới.

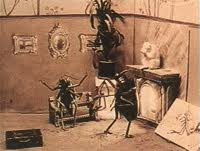
Một cảnh trong bộ phim hoạt hình rối của Vladislav Starevich

Đầu năm 2009, nước Nga đã công bố những cảnh phim hoạt hình rối đầu tiên của Starevich được tìm thấy bởi nhà phê bình điện ảnh Nga Viktor Bocharov.